# ستيفن شابمان
ستيفن شابمان (2 أكتوبر 1971 - )  (بالإنجليزية: Steven Chapman)‏ هو لاعب كريكت بريطاني.